# Hopkins Nunataks
Hopkins Nunataks är en nunatak i Antarktis. Den ligger i Östantarktis. Nya Zeeland gör anspråk på området. Toppen på Hopkins Nunataks är 1 950 meter över havet.
Terrängen runt Hopkins Nunataks är huvudsakligen kuperad, men åt nordost är den bergig.  Trakten är glest befolkad. Närmaste befolkade plats är Odell Glacier Station, 17,0 kilometer nordväst om Hopkins Nunataks. 